# Oddvar Einarson
Oddvar Einarson, född 1949,  är en norsk filmregissör. Han debuterade 1967 med filmen Time i nyttelære, och har sedan dess regisserat en rad filmer, varav de mest kända är: Kampen om Mardøla (1972), Prognose Innerdalen (1981), X (1986), Karachi (1989) och Havet stiger (1990. 
För X vann han Amanda-prisen 1987 för bästa norska film.

### Översättning
- Artikeln är, helt eller delvis, översatt från Wikipedia på bokmål.